# همنوازان شاخوه شین
گروه تنبور نوازان شاخوَه شین یک گروه موسیقی سنتی مقامی از کردستان است که در سال ۱۳۸۹ تشکیل شد. اعضای این گروه متشکل از شاگردان علی‌اکبر مرادی هستند.